# Matane
Matane – miasto w Kanadzie, w prowincji Quebec, w regionie Bas-Saint-Laurent i MRC Matane. Miasto położone jest u ujścia rzeki Matane do Rzeki Świętego Wawrzyńca.
Nazwa Matane została użyta po raz pierwszy w 1603 roku przez Samuela de Champlaina na określenie rzeki.
Liczba mieszkańców Matane wynosi 14 742. Język francuski jest językiem ojczystym dla 98,5%, angielski dla 0,5% mieszkańców (2006).